# Prix de l'Académie Balzac
Le prix de l'Académie Balzac est un prix unique créé par l'Académie française destiné à honorer la mémoire de Jean-Louis Guez de Balzac. Doté de 40 000 euros, il a été offert le 21 octobre 2021 à Michel Deguy. 